# Станіслав Ґраєвський
Станісла́в Ґраєвський (пол. Stanisław Grajewski) (? — після 1579) — польський, руський (білоруський, український) шляхтич з роду Ґраєвських, гербу Остоя. Землевласник у Підляському воєводстві, Луцькому та Володимирському повітах Волинського воєводства Речі Посполитої. Державний та військовий діяч. Родове гніздо — Граєво.

## Відомості
Станіслав Ґраєвський відомий як шляхтич з Підляської (Бєльської), землі який володів землями також і на Волині. З 1565 по 1572 рік королівський дворянин, згодом староста визький. Відомо, що з 1569 року тримав у оренді Степань, обіймав посаду володимирського підстарости, а з 1575 по 1579 рік уряд підляського стольника. Його діяльність на Волині припадає на час повернення Василем-Костянтином князем Острозьким своїх володінь.
У 1569 році він отримав у посесію від серадзького воєводи Ольбрахта Ласького шмат міста Степань, яке тоді було розділене на сім частин. Також орендував на три роки Степанську волость та села Вілія і Глинники поблизу Острога. Щодо останніх, то відомо, що 1571 року не був введений у володіння ними згідно рішення острозького старости Миколая Кухмістровича-Дорогостайського. Того ж року міг втратити й Степанську волость, але маючи відповідні дозволи Ласького та вже покійного тоді короля Сигізмунда ІІ Августа, зміг її утримати, не пустивши навіть до Степанського замку возного та королівського писаря Базиліуса Древинського.
Також відомо, що мав земельні суперечки зі слугами Василя-Костянтина Острозького. У 1572 році з Іваном Городиським та 1574 року з Андрієм Бабинським. Ці суперечки іноді переростали у криваві сутички. Так, у 1572 році син дорогобузького намісника Іван Іванович Городиський напав зі своїми людьми на підданих Станіслава Ґраєвського, коли ті ралили сусідні з його Городищем "бармацькі кгрунти", а 1574 року піддані Андрія Бабинського обстріляли з луків людей урядника Степані, коли ті міряли межу для свого пана Станіслава Ґраєвського. Одного з підданих Ґраєвського було поранено, що пізніше засвідчував возний.

## Сім'я
Відомим є брат Станіслава Ґраєвського — Криштоф Ґраєвський. Про нього йдеться у занесеному до книг великокнязівської канцелярії його ж «оповіданні» від 25 березня 1567 року. Короткий зміст цього документу. Будучи на службі віленського воєводи пана Миколая Радзивіла (у тому числі виконував й адвокатські функції), Криштоф Ґраєвський фізично не зміг доїхати до місця отримання боргу, який мали повернути воєводі королівські дворяни Іван Яцкович Борзобогатий-Красинський та його братаничі Іван, Степан, Обяш і Семен Олехновичі Борзобогаті, й тому доручив («умоцовал») свого брата Станіслава Ґраєвського, «абы за тые долъги отъ него узялъ досить вчыненье». При цьому дане доручення було оформлене письмово й засвідчене печаткою поручителя: «…и пры томъ, дей, мамърамы на листы зашытые и отвороные с подписомъ руки своее и за печатю своею ему подавалъ для писанья квитовъ и инъшых листовъ ку справованью у Борздобогатых того долгу потребныхъ». Уповноваження («умоцованє») на здійснення цієї правової дії мало бути письмовим і тому оформлялося відповідним чином. Суть же листа Криштофа Граєвського полягала в тому, що уповноважений ним Станіслав Ґраєвський «того долгу, на них (Борзобогатих) не правившы, листы и записы з вызнаньемъ на вряде виленьскомъ на свое имя от Борздобогатых на тот долгъ побралъ», а сам поручитель «то пакъ тепер онъ, объваровываючы, абы о тую суму от брата его Станислава Кграевъског(о) Иван Борздобогатый и сыновцы его, и потомки их записами на ймя Ивана Борздобогатого учынеными, трудности и шкоды не прыймовали и о то правомъ не были утиснены, поднялъся на враде Ивана Борздобогатог(о) и сыновъцовъ его в томъ заступити и боронити нигде инде, только перед судом г(о)с(по)д(а)рьскимъ на позовъ очевисте ему даный, и за зложеньемъ року слушного, яко бы могъ и перед его кролевскою м(и)л(о)стью з братомъ своим Станиславу Кграевъскому о тое мовити, а Борздобогатый в томъ успокоити» . Тобто, Криштоф Граєвський гарантував правовий захист Борзобагатим у разі порушення збору боргу «умоцованим» ним Станіславом Ґраєвським.
Поміж іншого, Криштоф Ґраєвський займався торгівлею. Закуповував товари в місті ЕльблонҐ та продавав їх, зокрема до Московії. По смерті Сигізмунда ІІ Августа намовляв великого князя московського Івана IV т.з. "Грозного" аби той заявив свої права на польську корону й взяв участь у вільній елекції.
Відносно нащадків Станіслава Ґраєвського, то відомо, що польський історик та геральдист Северин Уруський згадує у своїй праці «Rodzina: herbarz szlachty polskiej» його синів: Доброгоста, Пйотра та Яна. Також він відносить цю гілку шляхтичів Ґраєвських до гербу Олава, щоправда таке твердження є сумнівним, оскільки на печатці Станіслава Ґраєвського зображено герб Остоя.